# Валенсия (округ)
Валенсия (англ. Valencia) — один из округов штата Нью-Мексико, США. Расположен в центральной части штата. Площадь территории округа составляет 2766 км². Административный центр — город Лос-Лунас.

## История
Ранее округ занимал гораздо большую территорию. Почти 81 % от площади было утеряно при выделении из состава Валенсии округа Сибола 19 июня 1981 года.

## География
Площадь округа составляет 2767 км², из которых 2765 км² занимает суша и 2 км² — внутренние воды.
Соседние округа:
- Берналийо — на севере
- Торранс — на востоке
- Сокорро — на юге
- Сибола — на западе

## Население

#### 2010 год
По данным переписи 2010 год население округа составляет 76 569 человек. Расовый состав: белые (73,2 %), афроамериканцы (1,4 %), коренные американцы (3,8 %), азиаты (0,5 %), представители двух и более рас (4,0 %), представители других рас (17,0 %).

#### 2000 год
По данным переписи 2000 года население насчитывало 66 152 человека. Расовый состав: белые (66,51 %), афроамериканцы (1,27 %), коренные американцы (3,30 %), азиаты (0,36 %), представители двух и более рас (4,55 %), представители других рас (23,93 %). Доля населения в возрасте младше 18 лет составляла 30,1 %; лиц старше 65 лет — 10,2 %. Средний возраст населения составлял 34 года. На каждые 100 женщин приходилось 100,7 мужчин; на каждые 100 женщин в возрасте старше 18 лет — 99,1 мужчин.